# BBC北欧台
BBC北欧台（英语：BBC Nordic）是一个娱乐和纪录片订阅电视频道，由BBC工作室拥有和运营，于2023年4月17日推出。 它取代了北欧国家的BBC Brit和BBC Earth 。   与此同时，BBC Nordic+ 专门的流媒体服务也与该频道同时推出。 